# Petra Leidinger
Petra Leidinger (* 5. Februar 1966 in Rodalben) ist eine ehemalige deutsche Kugelstoßerin.
1986 wurde sie Deutsche Hallenmeisterin und Fünfte bei den Leichtathletik-Halleneuropameisterschaften in Madrid.
Kurz danach beendete sie ihre sportliche Karriere. 1991 bekannte sie in der Öffentlichkeit, dass sie von ihrem Trainer Franz-Josef Simon unter Druck gesetzt worden sei, Dopingmittel zu nehmen. Der Abscheu vor diesen Praktiken und die Nebenwirkungen, die sie an sich festgestellt hatte, hätten sie zum Ausstieg bewegt. Gegen Simon und den ebenfalls von Leidinger belasteten ehemaligen Bundestrainer Christian Gehrmann wurde wegen Verstoßes gegen das Arzneimittelgesetz ermittelt, das Verfahren wurde jedoch wegen Verjährung eingestellt.
Petra Leidinger startete für die VT Zweibrücken.

## Persönliche Bestleistungen
- Kugelstoßen: 18,32 m, 1. September 1985, Augsburg
  - Halle: 18,87 m, 8. Februar 1986, Sindelfingen